# Barrytown (New York)
Barrytown statisztikai település az USA New York államában, Dutchess megyében. Lakosainak száma 100 fő (2020. április 1.).

## Népesség
A település népességének változása:

| 2020 | 100 |